# بئر الجير
بلدية بئر الجير إحدى بلديات ولاية وهران و تمثل الضاحية الشرقية لمدينة وهران ، بها جامعة العلوم والتكنولوجيا محمد بوضياف و3 إقامات جامعية.
و فيها منطقة صناعية

## هوامش ومراجع
1. ↑  Population de la wilaya d'Oran sur le site internet de la DPAT. Consulté le 14/02/2011. نسخة محفوظة 04 نوفمبر 2017 على موقع واي باك مشين. [وصلة مكسورة]
2. ↑  GeoNames (بالإنجليزية), 2005, QID:Q830106